# 75e corps d'armée
Le 75e corps d'armée (en allemand: LXXV. Armeekorps) était un corps d'armée de l'armée de terre allemande : la Heer au sein de la Wehrmacht pendant la Seconde Guerre mondiale.

## Hiérarchie des unités
| Nom          | Nbre d'hommes       | Unités subalternes                | Grade de commandement                 |
| ------------ | ------------------- | --------------------------------- | ------------------------------------- |
| Heeresgruppe | + 300 000           | 2 à + Armeen (Armées)             | Generaloberst ou Generalfeldmarschall |
| Armee        | + 100 000 - 300 000 | 2 à + Armeekorps (Corps d'armées) | General ou Generaloberst              |
| Armeekorps   | + 30 000 - 80 000   | 2 à + Divisionen (Division)       | Generalleutnant ou General            |
| Division     | + 10 000 – 20 000   | 2 à 6 Brigaden (Brigade)          | Generalmajor ou Generalleutnant       |
| Brigade      | + 3 000 – 5 000     | jusqu'à 3 Regimentern (Régiment)  | Oberst ou Generalmajor                |

## Historique
Le 75e corps d'armée allemand est formé le 15 janvier 1944.

## Organisations

### Commandants successifs
| Date                             | Grade                      | Commandant     |
| -------------------------------- | -------------------------- | -------------- |
| 15 janvier 1944 - 2 juillet 1944 | General der Infanterie     | Anton Dostler  |
| 2 juillet 1944 - Mai 1945        | General der Gebirgstruppen | Hans Schlemmer |

### Chef des Generalstabes
| Date                           | Grade       | Commandant   |
| ------------------------------ | ----------- | ------------ |
| 20 janvier 1944 - 20 mars 1945 | Oberst i.G. | Horst Kraehe |
| 20 mars 1945 - Mai 1945        | Oberst i.G. | Faulmüller   |

### 1. Generalstabsoffizier (Ia)
| Date                     | Grade      | Commandant             |
| ------------------------ | ---------- | ---------------------- |
| Janvier 1944 - août 1944 | Major i.G. | Johannes Köpper        |
| 15 août 1944 - ? 1945    | Major i.G. | Waldemar Hermann-Tross |

## Théâtres d'opérations
- Italie : janvier 1944 - Mai 1945

### Rattachement d'Armées
| Date        | Armée                  | Groupe d'Armées |
| ----------- | ---------------------- | --------------- |
| 1944        |                        |                 |
| 15 janvier  | z. Vfg.                | Heeresgruppe C  |
| 17 mars     | Armee-Abteilung Zangen | Heeresgruppe C  |
| 31 juillet  | AOK Ligurien           | Heeresgruppe C  |
| 1945        |                        |                 |
| 1er janvier | AOK Ligurien           | Heeresgruppe C  |

### Unités rattachées
12 août 1944
- 42. Jäger-Division
- 4. (ital.) Gebirgs-Division "Monte Rosa"

31 août 1944
- 148. Reserve-Division
- 157. Reserve-Division
- 90. Panzer-Grenadier-Division

16 septembre 1944
- 157. Gebirgs-Division
- 5. Gebirgs-Division
- 148. Reserve-Division
- 34. Infanterie-Division

28 septembre 1944
- 157. Gebirgs-Division
- 5. Gebirgs-Division

13 octobre 1944
- 34. Infanterie-Division
- 157. Gebirgs-Division
- 5. Gebirgs-Division

5 novembre 1944
- 34. Infanterie-Division
- 157. Gebirgs-Division
- 5. Gebirgs-Division

26 novembre 1944
- 34. Infanterie-Division
- 157. Gebirgs-Division
- 5. Gebirgs-Division
- 2. (ital.) Infanterie-Division "Littorio"

26 décembre 1944
- 34. Infanterie-Division
- 157. Gebirgs-Division
- 5. Gebirgs-Division
- 2. (ital.) Infanterie-Division "Littorio"

21 janvier 1945
- 34. Infanterie-Division
- 5. Gebirgs-Division
- 2. (ital.) Infanterie-Division "Littorio"

19 février 1945
- 34. Infanterie-Division
- 5. Gebirgs-Division

1er mars 1945
- 5. Gebirgs-Division
- 34. Infanterie-Division

10 mars 1945
- 5. Gebirgs-Division
- 34. Infanterie-Division

31 mars 1945
- 34. Infanterie-Division
- 5. Gebirgs-Division
- 2. (ital.) Infanterie-Division "Littorio"

7 avril 1945
- 4. (ital.) Gebirgs-Division "Monte Rosa"
- 34. Infanterie-Division
- 5. Gebirgs-Division
- 2. (ital.) Infanterie-Division "Littorio"

30 avril 1945
- 34. Infanterie-Division
- 5. Gebirgs-Division
- 2. (ital.) Infanterie-Division "Littorio"
- 4. (ital.) Gebirgs-Division "Monte Rosa"

## Sources
- (de) LXXVe Armeekorps sur lexikon-der-wehrmacht.de